# 金璐
金璐（？年—？年），字美之，號近山，浙江杭州府钱塘县人，匠籍。

## 生平
正德十一年（1516年）丙子科浙江鄉試舉人，嘉靖五年（1526年）丙戌科第二甲第二名進士。初授吏部主事，六年改任翰林院编修，八年四月充《大明会典》纂修官，九月被弹劾解职閑住。享年九十余，著有《近山集》。